# Kim Ji-young (actriz nacida en 1938)
Kim Ji-young (de nacimiento Kim Hyo-sik, 25 de septiembre de 1938 – 17 de febrero de 2017) fue una actriz surcoreana.

## Filmografía

### Cine
| Año  | Título                                |
| ---- | ------------------------------------- |
| 1965 | Hwang, Man of Wealth at Mapo          |
| 1967 | I Want to Go                          |
| 1967 | A Miracle of Gratitude                |
| 1967 | The Hateful King                      |
| 1967 | The Queen of Elegy                    |
| 1976 | Let's Talk About Youth                |
| 1982 | Come Unto Down                        |
| 1983 | Village in the Mist                   |
| 1985 | The Tiger Butterfly Is Lonely at Dusk |
| 1985 | Queen Bee                             |
| 1985 | Morning Without Parting               |
| 1985 | Wandering Stars                       |
| 1985 | River Fork                            |
| 1985 | Hwa-nyeo Village                      |
| 1985 | It Happened at Night                  |
| 1985 | Whale Hunting 2                       |
| 1986 | Shim Hyung-rae's Detective Q          |
| 1986 | Raining on That Which Is Woman        |
| 1986 | Riding the Moonlight                  |
| 1986 | Gilsoddeum                            |
| 1986 | Will Rather Become a Ball of Fire     |
| 1986 | Hwang Jin-ie                          |
| 1986 | You Cannot Outdo Others               |
| 1987 | The Unfinished Song of Love           |
| 1987 | Bo-seul of Dalae River                |
| 1987 | Lethe's Love Song                     |
| 1987 | Our Joyful Young Days                 |
| 1987 | Do-hwa                                |
| 1987 | A Woman on the Verge                  |
| 1988 | Byon Gang-soi                         |
| 1988 | Potato                                |
| 1988 | Adada                                 |
| 1988 | A Migrant Bird in a Nest              |
| 1988 | Lee Jang-ho's Baseball Team 2         |
| 1988 | Mountain Snake                        |
| 1988 | Sa Bangji                             |
| 1988 | Jujube Girl                           |
| 1988 | You Are a Flower                      |
| 1989 | Sweet Brides                          |
| 1989 | The Wolf's Curiosity Stole Pigeons    |
| 1989 | In the Name of Memory                 |
| 1989 | Happiness Does Not Come in Grades     |
| 1989 | Woo-dam-ba-ra                         |
| 1989 | Shinsa-dong Gigolo                    |
| 1990 | All That Falls Has Wings              |
| 1990 | Time for Bed                          |
| 1990 | The Lovers of Woomook-baemi           |
| 1990 | You, My Ecstatic Hell                 |
| 1990 | North Korean Partisan in South Korea  |
| 1990 | The Love of a Fashion Model           |
| 1990 | You Know What? It's a Secret          |
| 1991 | Susanne Brink's Arirang               |
| 1991 | Mother, Your Son                      |
| 1992 | The Season of Percussions             |
| 1993 | Watercolor Painting in a Rainy Day 2  |
| 1997 | The Rocket Was Launched               |
| 1998 | If It Snows on Christmas              |
| 1999 | Till We Meet                          |
| 2000 | The Happy Funeral Director            |
| 2001 | Failan                                |
| 2001 | Guns & Talks                          |
| 2002 | Break Out                             |
| 2003 | ...ing                                |
| 2004 | Too Beautiful to Lie                  |
| 2004 | Hi! Dharma 2: Showdown in Seoul       |
| 2004 | Arahan                                |
| 2005 | Wedding Campaign                      |
| 2005 | My Girl and I                         |
| 2006 | Maundy Thursday                       |
| 2007 | Mapado 2: Back to the Island          |
| 2007 | My Son                                |
| 2007 | Swindler in My Mom's House            |
| 2007 | Eleventh Mom                          |
| 2009 | Haeundae                              |
| 2009 | Take Off                              |
| 2010 | A Better Tomorrow                     |
| 2011 | The Last Blossom                      |
| 2011 | Silenced                              |
| 2012 | Unlawful Love (short film)            |
| 2013 | Boomerang Family                      |
| 2013 | The Spy: Undercover Operation         |
| 2013 | Marriage Blue                         |
| 2015 | The Treacherous                       |

### Serie de televisión
| Año  | Título                                     | Red  |
| ---- | ------------------------------------------ | ---- |
| 1989 | Let's Go, Butterfly, to Cheongsan          |      |
| 1990 | Our Paradise                               |      |
| 1990 | 울밑에 선 봉선화                           | KBS1 |
| 1992 | Your Name Is Hyo-ja                        |      |
| 1994 | Mudang                                     |      |
| 1994 | Farewell                                   |      |
| 1994 | Hidden Pictures                            |      |
| 1995 | Seoul Nocturne                             |      |
| 1995 | The Age of Uniqueness                      | KBS2 |
| 1995 | Even If the Wind Blows                     |      |
| 1996 | The Sweet Life                             | MBC  |
| 1996 | Reporting for Duty                         | KBS2 |
| 1996 | A Faraway Country                          |      |
| 1997 | A Bluebird Has It                          | KBS2 |
| 1998 | The King's Path                            | MBC  |
| 1998 | Eun-ah's Yard                              |      |
| 1998 | Six Siblings                               |      |
| 1998 | Sunflower                                  | MBC  |
| 1999 | House Above the Waves                      | SBS  |
| 1999 | Someone's House                            |      |
| 2001 | Well Known Woman                           | SBS  |
| 2001 | Four Sisters                               | MBC  |
| 2001 | Cool                                       |      |
| 2001 | Girls' High School Days                    |      |
| 2002 | Rustic Period                              | SBS  |
| 2002 | Album of Life                              | KBS1 |
| 2002 | MBC Best Theater "모자사기단 운수 좋은 날" | MBC  |
| 2002 | My Love Patzzi                             |      |
| 2002 | Moon on Cheomseongdae                      | KBS2 |
| 2002 | Solitude                                   | KBS2 |
| 2003 | Snowman                                    | MBC  |
| 2003 | Dog Bowl                                   | SBS  |
| 2003 | Maiden's Dream                             |      |
| 2003 | Breathless                                 |      |
| 2003 | Long Live Love                             |      |
| 2004 | MBC Best Theater "Hi, Clementine"          | MBC  |
| 2004 | Proposal                                   | SBS  |
| 2004 | Say You Love Me                            | MBC  |
| 2004 | Full House                                 | KBS2 |
| 2004 | Land                                       | SBS  |
| 2005 | Love and Sympathy                          | SBS  |
| 2005 | Pingguari                                  |      |
| 2005 | 18 vs. 29                                  | KBS2 |
| 2005 | Green Rose                                 | SBS  |
| 2005 | I Love You, My Enemy                       | SBS  |
| 2005 | My Rosy Life                               | KBS2 |
| 2006 | Seoul 1945                                 |      |
| 2006 | How Much Love?                             | MBC  |
| 2007 | My Mom! Super Mom!                         | KBS2 |
| 2007 | Snow in August                             | SBS  |
| 2007 | Golden Bride                               | SBS  |
| 2007 | Drama City "Aperture"                      | KBS2 |
| 2007 | Hometown Over the Hill                     | KBS1 |
| 2007 | In-soon Is Pretty                          | KBS2 |
| 2008 | King Sejong the Great                      | KBS1 |
| 2008 | Working Mom                                | SBS  |
| 2008 | My Life's Golden Age                       | MBC  |
| 2008 | Tazza                                      | SBS  |
| 2008 | Worlds Within                              | KBS2 |
| 2008 | Star's Lover                               | SBS  |
| 2009 | Glory of Youth                             | KBS1 |
| 2009 | Father, Your Place                         | SBS  |
| 2010 | Wish Upon a Star                           | SBS  |
| 2010 | Golden Fish                                | MBC  |
| 2010 | Coffee House                               | SBS  |
| 2010 | Drama Special "The Last Flashman"          | KBS2 |
| 2010 | My Girlfriend Is a Nine-Tailed Fox         | SBS  |
| 2011 | Midas                                      | SBS  |
| 2011 | Twinkle Twinkle                            | MBC  |
| 2011 | Romance Town                               | KBS2 |
| 2011 | The Thorn Birds                            |      |
| 2011 | Noriko Goes to Seoul                       | KBS2 |
| 2011 | Dear My Sister                             | KBS2 |
| 2012 | Can't Live Without You                     | MBC  |
| 2012 | Drama Special "My Wife's First Love"       | KBS2 |
| 2013 | Thorn Flower                               | jTBC |
| 2013 | Pots of Gold                               | MBC  |
| 2013 | One Well-Raised Daughter                   | SBS  |
| 2014 | Triangle                                   | MBC  |
| 2015 | Angry Mom                                  | MBC  |
| 2015 | Make a Woman Cry                           | MBC  |
| 2016 | Dear My Friends                            |      |
| 2016 | Hey Ghost, Let's Fight                     | tvN  |

## Libro
| Año  | Título    | Editor             | Notas    |
| ---- | --------- | ------------------ | -------- |
| 2011 | Superstar | Católica Editorial | Coautora |